# Montant (métadonnée)
Pour les articles homonymes, voir Montant.
Dans les métadonnées, le terme de représentation montant est utilisé pour désigner une quantité monétaire. Le montant est utilisé dans la spécification technique ebXML.
Aux États-Unis, il est aussi utilisé dans les standards GJXDM (en) et NIEM (en).

## Exemple dans XML
Si vous envoyez de l'information entre deux parties prenantes où la devise est connue, vous devez utiliser le format XML suivant :
```
  <PaymentTotalAmount>1234.00</PaymentTotalAmount>
```

Au cas où la monnaie ne serait pas évidente, il faudrait ajouter un attribut :
```
  <PaymentTotalAmount currencyTypeCode="USD">1234.00</PaymentTotalAmount>
```

Dans la plupart des transactions XML, les signes de présentation comme le dollar ou la virgule sont omis.